# The Parting of the Ways
"The Parting of the Ways" (KBS 방영 제목: 〈이별〉)은 영국의 SF 드라마 《닥터 후》 시즌 1의 열세 번째 에피소드이자 마지막 에피소드이다. 2005년 6월 18일 영국에서 방영되었고 한국에서는 2005년 7월 17일에 방영되었다. 총 2부로 나뉜 줄거리의 두번째 파트로, 크리스토퍼 에클스턴가 9대 닥터로 마지막으로 출연하는 동시에 데이비드 테넌트가 10대 닥터로 처음 출연하는 에피소드이다. 또 잭 하크니스가 닥터의 정기 동행자로 활약하는 마지막 에피소드로, 나중에 시리즈 3 마지막화인 "Utopia" / "The Sound of Drums" / "Last of the Time Lords"과 시리즈 4 마지막화인 "The Stolen Earth" / "Journey's End"에서 다시 출연한다.
처음 파트에 해당하는 "Bad Wolf"는 이에 앞서 6월 11일에 방영되었다.

## 줄거리
에피소드의 발단은 달렉들이 로즈에게 닥터가 다음으로 할 행동이 무엇이냐고 추궁하는 장면에서 시작된다. 닥터는 달렉 함선의 공격을 이리저리 피하며 마찰 추진기를 써서 타디스 주변에 보호막을 씌운 뒤, 함선 내부로 들어가 타디스를 실체화해 착륙시킨다. 잭은 타디스가 실체화되는 자리에 서있다가 타디스 안으로 들어온 달렉을 파괴시켜 죽이고, 둘은 달렉과 대화하기 위해 타디스 밖으로 나온다. 닥터는 달렉들을 부활시킨 것이 누구냐고 묻자, 이미 옛날에 죽은 줄 알았던 달렉 황제가 나타나 자신이 재건했다고 밝히자 당황한다. 게다가 달렉 황제가 스스로를 신이라고 칭하는 데에서 더더욱 놀란다. 달렉 황제는 시간 전쟁에서 간신히 살아남아 반쯤 망가진 함선을 타고 지구로 도망왔고, 그곳에서 게임 스테이션을 통해 선택되어 전송받은 인간들의 DNA 물질을 채취해 달렉 종족을 재건했던 것이었다. 닥터는 이 과정에서 달렉들이 인간의 특성과 감정을 가지게 되었고 동시에 천하무적이 되었음을 알게 된다. 닥터와 로즈, 잭은 타디스를 타고 게임 스테이션으로 돌아가서 곧 임박한 달렉들의 공격을 준비하기 시작한다.
잭은 추진기를 이용해 우주정거장의 맨 꼭대기 여섯 층을 보호하고 방어선을 구축한다. 닥터는 게임 스테이션의 장비로 델타파 생성기를 만들기 시작한다. 이 델타파는 자기 범위에 있는 모든 생명체를 죽일 수 있었지만, 완전히 충전하는데 시간이 필요했다. 닥터는 로즈에게 타디스 안에 들어가서 잠깐 확인해달라고 하고, 로즈가 들어가자 갑자기 소닉 스크류드라이버로 타디스를 로즈의 고향 시간대로 되돌려 보낸다. 갑작스러운 일에 울먹이던 로즈 앞에 닥터가 홀로그램 메시지로 나타나서 상황 설명을 하는데, 자신은 로즈 엄마에게 로즈를 꼭 지켜내겠다고 약속했기 때문에 로즈의 안전을 보장하려는 것이며, 또 달렉들이 타디스를 차지하는 일을 막기 위해 로즈를 돌려보내는 것이라고 말한다. 닥터의 홀로그램은 타디스가 착륙하면 알아서 작동을 멈출 것이니까 가만 내버려 두고, 환상적인 삶을 살아달라는 말과 함께 로즈와 작별한다. 한편 달렉들이 위성 침공을 개시하고, 방어선을 손쉽게 뚫고 나가 지나가는 길에 있는 모든 사람들을 죽인다. 그리고 닥터 앞에 달렉 황제의 모습이 화면으로 나타나, 델타파를 준비하는 닥터를 조롱한다. 알고 보니 델타파는 달렉 뿐만 아니라 지구 대부분을 쓸어버리게 되고, 닥터도 그 사실을 알면서 준비하는 것이었다. 닥터는 달렉 황제에게 인류는 어떤 수단으로라도 살아남을 테지만 달렉은 전부 말살시키게 되는 것이라고 애써 대꾸한다.
타디스가 21세기 런던으로 돌아오고, 미키와 재키도 타디스 엔진 소리를 듣고 달려와 로즈를 만나는데, 닥터가 자기를 내보냈다는 죄책감에 상심해 울고 있었다. 마음을 어느 정도 추스린 로즈는 갑자기 공터에 그려져 있는 'Bad Wolf'라는 커다란 낙서를 발견한다. 그리고 타디스가 착륙했던 곳마다 배드 울프라는 단어가 적혀 있었음을 떠올리고, 단순한 표시라기보다는 뭔가를 전하려는 메시지임을 깨닫는다. 로즈는 타디스 심장부에 있는 텔레파시 서킷을 통해 타디스를 조종하여 닥터에게 되돌아갈 수 있을 거라고 믿고, 미키에게 타디스 심장을 여는 걸 좀 도와 달라고 부탁하는데, 미키가 차로 수없이 당기면서 시도해봐도 열리지 않았다. 그때 재키가 등장해서 이제 그만 포기하라고 말하자, 로즈는 재키에게 자신은 아빠를 만난 적이 있고 아빠가 죽을 때 함께 있어줬던 "아가씨"가 바로 자신이라고 고백한다. 남편 이야기에 마음이 약해진 재키는 결국 친구에게서 커다란 트럭을 빌려와 로즈를 돕게 된다. 트럭이 조종간의 패널을 끌어당기자 끝내 활짝 열리고, 로즈는 타디스의 심장에서 나오는 빛에 휩싸인다. 이 모습을 본 미키와 재키가 안으로 들어가려 하자 타디스 문이 닫히고, 투명화하여 어디론가 가버린다.
한편 게임 스테이션에서는 달렉 군대가 꼭대기 500층까지 올라오고, 그 과정에서 잭과 린다도 사망한다. 닥터가 이제 막 델타파의 스위치를 올리려던 참에 달렉 군대가 관제실로 쳐들어온다. 처음부터 달렉을 파괴하면서 지구의 인류까지 몰살시킬 거라는 생각에 갈등하던 닥터는 결국 단념하고 만다. 달렉 황제는 그 모습을 보고 겁쟁이라면서 말살시킬 것을 명한다. 달렉이 닥터를 죽이려는 그때 갑자기 타디스가 실체화되며 착륙한다. 타디스 문이 열리고 로즈가 나타나는데 시간 소용돌이의 불빛으로 타오르고 있었다. 로즈는 자신이 '배드 울프'임을 밝히고 배드 울프라는 단어를 시공간 속에 뿌려 스스로를 이곳으로 인도하게 만든다. 달렉들이 로즈를 말살하려 하지만 로즈는 달렉 광선을 가볍게 무시하고, 달렉 황제와 전 군함을 모조리 분해시켜 버린다. 닥터는 로즈에게 그대로 있으면 위험하다며 자신이 가진 힘을 포기하라고 간청하는데, 로즈는 무시하고 죽은 잭을 되살린다. 로즈가 시간 에너지로 타버리기 시작할 때쯤 닥터가 다가가 키스를 하며, 로즈가 지니고 있던 소용돌이 에너지를 전부 자신의 몸으로 옮긴다. 그리고는 에너지를 타디스로 다시 풀어 보낸 뒤, 의식을 잃은 로즈를 안으로 데리고 들어간다. 둘은 타디스를 타고 어디론가 떠나버리고, 되살아난 잭은 타디스를 타지 못해 게임 스테이션에 그대로 갇히게 된다.
타디스 안에서 깨어난 로즈는 닥터가 고통스러워하는 모습을 보고는 무슨 일이냐고 묻는다. 닥터는 자신이 흡수한 시간 소용돌이가 몸의 모든 세포를 파괴하고 있다고 말해 준다. 이어서 닥터가 이제 다시는 로즈를 못볼 거라고 말하면서 로즈는 혼란에 빠진다. 닥터는 이다음 자신의 몸이 어떻게 변할지 혼잣말하다 로즈에게 작별 인사를 하고는, 뒤로 물러서더니 노란 에너지를 내뿜으며 재생성 과정에 들어가 스스로 모습을 바꾸기 시작한다. 에너지가 소멸되고 몇 초 뒤 10대 닥터의 모습이 나타난다. 새로운 모습의 닥터는 잠시 새로 갖게 된 이빨 이야기를 하다가, 로즈에게 바르셀로나 행성에 가자고 말하며 에피소드가 끝이 난다.

### 다른 에피소드와의 연관성
로즈는 재키에게 "Father's Day"에서 있었던 일을 밝히면서 재키의 협조를 얻게 된다. 닥터는 달렉 사이에서 전해 내려오는 전설에 자신이 '다가오는 폭풍'이란 이름으로 알려져 있다고 말하는데, 버진 뉴 어드벤처에서 낸 소설 <사랑과 전쟁> (Love and War, "Father's Day"의 각본을 맡았던 폴 코넬 작품)에서 처음으로 나온 호칭이기도 하다. 이 '다가오는 폭풍'이라는 호칭은 작중 드라코니안들이 닥터에게 붙여준 것이다.
타디스를 움직이는 엔진 (이자 타디스의 심장부)은 살아있는 생명체와도 같으며 자의식이 있고, 그 위에 타디스 계기판이 바로 설치되어 있다는 설정은 올닥 에피소드인 〈The Edge of Destruction〉(1964)부터 비롯됐다. 또 로즈가 타디스에는 방어막이 없다고 말하는 장면이 나오는데, 올닥 시절의 일부 에피소드에서 타디스는 상당한 방어력을 지닌 실드 생성기로 보호되어 있다는 설정이 이미 확립되어 있었다 (1979년 방영된 〈The Armageddon Factor〉 에피소드 외 다수). 이와 더불어 〈The Krotons〉 (1969)에서는 타디스의 '적대행동 이동 시스템' (HADS)라는 이름의 장치가 등장하는데, 치명적인 공격이 닥쳐올 것으로 탐지될 경우 타디스를 멀리 순간이동시키는 역할을 한다.
잭이 단발 무기를 이용해 타디스 안에 들어온 달렉을 파괴하는 장면도 옛 올닥 시절의 설정과 관련이 있다. 〈The Hand of Fear〉 (1976)에서 닥터는 타디스 내부가 시간적 유예 상태로 존재하여, 타디스 내부에서 무기가 발사되는 것을 막는다고 주장한다, 다만 〈Earthshock〉 (1982)에서는 이 시간 유예를 유지시켜주는 장치가 작동하지 않기도 했다. "Let's Kill Hitler" (2011)에서는 11대 닥터가 자신이 시간 유예 기능에 관해 거짓말을 한 적이 있다고 확인한 바 있다.
달렉의 제왕 (달렉의 창조자 다브로스)를 다룬 이야기는 〈Remembrance of the Daleks〉 (1988) 에피소드가 마지막이었다. 이 에피소드에서 달렉의 황제는 〈The Evil of the Daleks〉 (1967)에서 선보인 것과 같은 초창기 달렉의 우두머리 개념으로 되돌아간 모습이었다. 그 사이 기간에 드라마에서 등장하는 달렉의 우두머리는 달렉 수프림 내지는 다브로스였다.

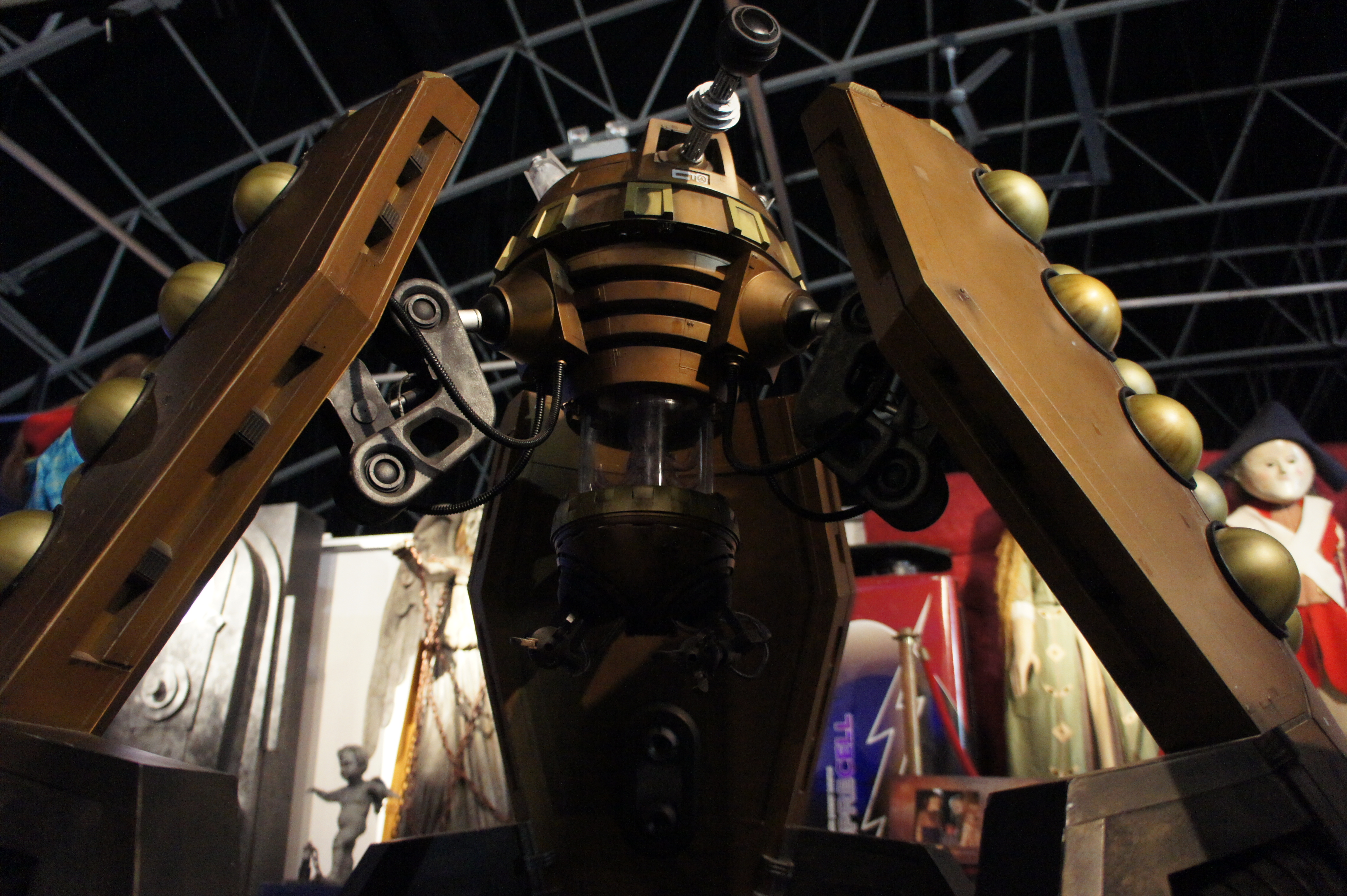
달렉 황제의 모습

달렉 황제가 죽기 전 마지막으로 내뱉은 말은 "나는 죽을 수 없다!" (I cannot die!)인데, 〈Resurrection of the Daleks〉 (1984) 에피소드에서도 다브로스가 바이러스로 죽어갈 때 똑같은 대사를 한다.  다브로스의 경우 다른 에피소드에서 살아남은 채로 다시 돌아오지만, 달렉 황제도 이 같은 전례를 따를지는 아직 지켜볼 부분으로 남아 있다. 달렉 황제는 이후로도 "Doomsday"에서 로즈와 닥터가 한차례 언급하고 "Daleks in Manhattan"에서 스카로 교단이 다시 한번 언급한다. 또 로즈가 "School Reunion"에서 사라 제인을 만났을 때 말해준 경험 중 하나로 언급된다.
이 에피소드에서 벌어진 이야기는 시즌2 에피소드 〈Age of Steel〉에서 다시 언급된다. 에피소드 끝부분에서 미키 스미스가 제이크 시몬스에게 '커다란 노란색 트럭으로 우주를 구했던 이야기'를 푸는 장면이 나오는데, 본 에피소드에서 미키가 응급차량을 이용해 타디스 계기판을 밀어당겨서 로즈가 텔레파시로 타디스를 조종할 수 있게 만든 것을 가리키는 부분이다.

### 평론
- (영어) 〈The Parting of the Ways〉   - 아웃포스트 갈리프레이 리뷰
- (영어) 〈Bad Wolf" / "The Parting of the Ways〉   - 아웃포스트 갈리프레이 리뷰
- (영어) "The Parting of the Ways"  리뷰 - The Doctor Who Ratings Guide
- (영어) "Bad Wolf" / "The Parting of the Ways"  리뷰 - The Doctor Who Ratings Guide